# Argia johannella
Argia johannella là một loài chuồn chuồn kim trong họ Coenagrionidae.
Argia johannella được Calvert miêu tả khoa học năm 1907.